# 顺河镇 (六安市)
顺河镇，是中华人民共和国安徽省六安市裕安区下辖的一个乡镇级行政单位。

## 行政区划
顺河镇下辖以下地区：
街道社区、谢圩村、王滩村、董滩村、安城村、龙头村、枣林村、古城村、荣楼村、河套村、窑冲村、广庙村、火星村、新民村、王圩村和青峰村。